# Championnat de Chypre masculin de handball
Le Championnat de Chypre est le plus haut niveau des clubs masculins de handball à Chypre.

## Palmarès
| Saison    | Champion              |
| --------- | --------------------- |
| 1983-1984 | KN Anthoupolis        |
| 1984-1985 | KN Anthoupolis        |
| 1985-1986 | KN Anthoupolis        |
| 1986-1987 | KN Anthoupolis        |
| 1987-1988 | KN Anthoupolis        |
| 1988-1989 | KN Anthoupolis        |
| 1989-1990 | KN Anthoupolis        |
| 1990-1991 | SPE Strovolos Nicosie |
| 1991-1992 | SPE Strovolos Nicosie |
| 1992-1993 | SPE Strovolos Nicosie |
| 1993-1994 | SPE Strovolos Nicosie |
| 1994-1995 | SPE Strovolos Nicosie |
| 1995-1996 | SPE Strovolos Nicosie |

| Saison    | Champion              |
| --------- | --------------------- |
| 1996-1997 | SPE Strovolos Nicosie |
| 1997-1998 | SPE Strovolos Nicosie |
| 1998-1999 | SPE Strovolos Nicosie |
| 1999-2000 | SPE Strovolos Nicosie |
| 2000-2001 | SPE Strovolos Nicosie |
| 2001-2002 | SPE Strovolos Nicosie |
| 2002-2003 | SPE Strovolos Nicosie |
| 2003-2004 | SPE Strovolos Nicosie |
| 2004-2005 | Collège de Chypre     |
| 2005-2006 | SPE Strovolos Nicosie |
| 2006-2007 | SPE Strovolos Nicosie |
| 2007-2008 | Collège de Chypre     |
| 2008-2009 | SPE Strovolos Nicosie |

| Saison    | Champion                        |
| --------- | ------------------------------- |
| 2009-2010 | SPE Strovolos Nicosie           |
| 2010-2011 | SPE Strovolos Nicosie           |
| 2011-2012 | Université européenne de Chypre |
| 2012-2013 | Université européenne de Chypre |
| 2013-2014 | SPE Strovolos Nicosie           |
| 2014-2015 | Université européenne de Chypre |
| 2015-2016 | Université européenne de Chypre |
| 2016-2017 | Université européenne de Chypre |
| 2017-2018 | Université européenne de Chypre |
| 2018-2019 | Parnassos Strovolou (en)        |
| 2019-2020 | Parnassos Strovolou (en)        |
| 2020-2021 | Anórthosis Famagouste (el)      |

## Bilan par club
| Club                            | Titres | Saisons                                                                                             |
| ------------------------------- | ------ | --------------------------------------------------------------------------------------------------- |
| SPE Strovolos Nicosie           | 20     | 1991 1992 1993 1994 1995 1996 1997 1998 1999 2000 2001 2002 2003 2004 2006 2007 2009 2010 2011 2014 |
| Université européenne de Chypre | 8      | 2005 2008 2012 2013 2015 2016 2017 2018                                                             |
| KN Anthoupolis                  | 7      | 1984 1985 1986 1987 1988 1989 1990                                                                  |
| Parnassos Strovolou (en)        | 2      | 2019 2020                                                                                           |
| Anorthosis Famagouste (el)      | 1      | 2021                                                                                                |